# Mariene ecoregio Mascarenen
De Mariene ecoregio Mascarenen (98) (Engels: Mascarene Islands marine ecoregion) is een biogeografische regio en ligt in het westen van de Indische Oceaan in de Mariene provincie Westelijke Indische Oceaan (20) in het Marien rijk Westelijke Indo-Pacific. De mariene ecoregio is vastgesteld door het World Wide Fund for Nature en The Nature Conservancy en is vernoemd naar de eilandengroep Mascarenen.
In het noorden grenst het gebied aan de mariene ecoregio Cargados Carajos/Tromelin (97) en in het westen aan de mariene ecoregio Zuidoostelijk Madagaskar (99). Naar het noordwesten ligt de mariene ecoregio Westelijk en Noordelijk Madagaskar (100).

## Geografie
De mariene ecoregio ligt in het westen van de Indische Oceaan rond de eilandengroep de Mascarenen, deels in het Frans overzees departement Réunion en deels in Mauritius.
Door het gebied stroomt de Indische Zuidequatoriale stroom, onderdeel van de Indische Oceaan-gyre.

## Biogeografie
Het gebied kent zeeleven dat houdt van tropische temperaturen.